# حسین‌آباد (مروست)
حسین‌آباد روستایی در دهستان هرابرجان بخش مرکزی شهرستان مروست استان یزد ایران است.

## جمعیت
این روستا در دهستان هرابرجان قرار دارد و براساس سرشماری مرکز آمار ایران در سال ۱۳۸۵، جمعیت آن ۳۷ نفر (۲۱ خانوار) بوده‌است.